# Trousse à crayons
Pour les articles homonymes, voir Trousse.
Une trousse à crayons ou étui à crayons est une trousse utilisée pour ranger des crayons, stylos et du matériel d'écriture. On peut également se servir d'une trousse à crayons pour ranger d'autres articles de papeterie, tels taille-crayons, gomme, colle, effaceur, ciseaux, règle, etc.

## Matériaux
Les trousses à crayons peuvent être faits dans avec de nombreux matériaux, tels que le bois ou le métal. Certaines sont dotées d'emplacements rigides pour y ranger les stylos à l'abri des chocs, alors que d'autres utilisent des matériaux plus souples (plastique, cuir, coton, etc.) Les trousses souples sont souvent fermées avec une fermeture éclair.

## Histoire
Les premières trousses à crayons étaient cylindriques. Certaines étaient décorées au jaspe (1860) ou au platine (1874).

## Trousse scolaire

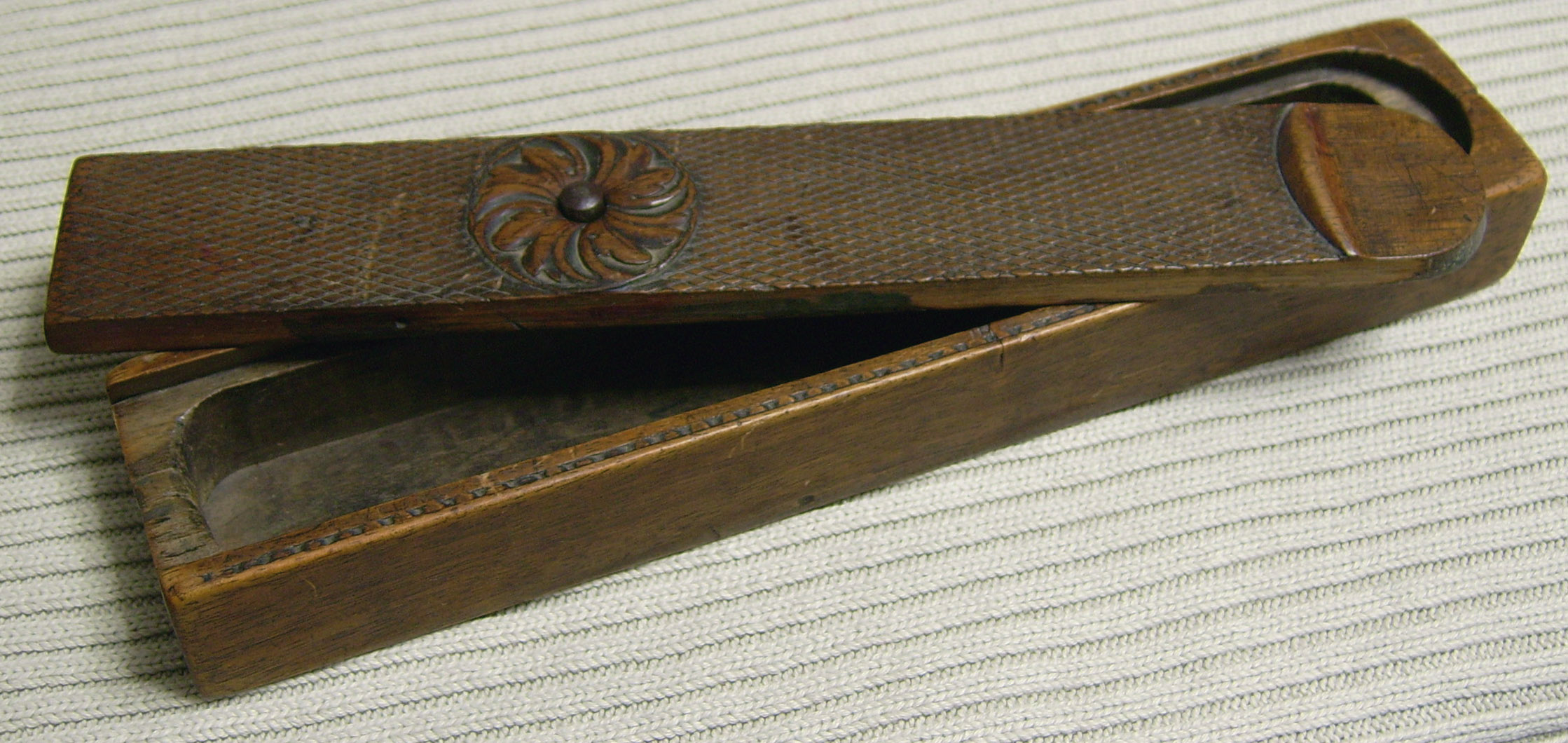
Plumier.

La trousse scolaire permet aux écoliers de transporter leur matériel d'écriture.
Du temps de la plume Sergent-Major et du porte-plume, la trousse était rigide et s'appelait plumier.

### Objets habituellement présents dans une trousse scolaire
- Stylo-bille
- Stylo-plume
- Effaceur
- Correcteur liquide
- Crayon de papier
- Gomme
- Taille-crayon
- Stylo-feutre
- Règle
- Crayon à papier
- Compas
- Crayon de couleur
- Ciseaux
- Surligneur
- Clé USB
- Colle
- Post-it